# Desembargador Otoni
Desembargador Otoni é um distrito do município brasileiro de Diamantina, no interior do estado de Minas Gerais. Segundo o censo demográfico de 2022, realizado pelo Instituto Brasileiro de Geografia e Estatística (IBGE), sua população era de 1 305 habitantes e havia 536 domicílios particulares permanentes ocupados. Possui área de 424,40 km² conforme a Fundação João Pinheiro (FJP). Foi criado pela lei estadual nº 2.764 de 30 de dezembro de 1962.
De acordo com o IBGE, em 2010 a população era de 2 102 habitantes e havia 812 domicílios particulares.